# Gunung Meulinteueng (berg)
Gunung Meulinteueng är ett berg i Indonesien.   Det ligger i provinsen Aceh, i den västra delen av landet, 1 600 km nordväst om huvudstaden Jakarta. Toppen på Gunung Meulinteueng är 980 meter över havet, eller 106 meter över den omgivande terrängen. Bredden vid basen är 0,72 km.
Terrängen runt Gunung Meulinteueng är kuperad åt sydväst, men åt nordost är den bergig.Runt Gunung Meulinteueng är det ganska glesbefolkat, med 39 invånare per kvadratkilometer. I omgivningarna runt Gunung Meulinteueng växer i huvudsak städsegrön lövskog.